# Gustavo Teixeira
Gustavo de Paula Teixeira (São Pedro, 4 de Março de 1881 — São Pedro, 22 de Setembro de 1937) foi um poeta brasileiro, de tendências literárias entre o Parnasianismo e Simbolismo, peculiares as primeiras décadas do Século XX.

## Biografia
O poeta Gustavo Teixeira nasceu em São Pedro, município de São Pedro em 4 de março de 1881, no sítio São Francisco. Conhecido como o Poeta das Rosas, estudou suas primeiras letras em sua própria casa com a mãe, que era professora, com o pai, um ex-seminarista, tendo também influências dos irmãos mais velhos. Aos 12 anos começou a fazer versos. Em 1898 atuou como professor particular, aos 17 anos de idade, para moradores da Fazenda Campestre.
Em 1901 mudou-se para São Paulo, capital, onde continuou seus estudos, afeiçoando seu gosto artístico e pretendendo fazer um curso superior. Publicou os primeiros poemas, notadamente sonetos no Correio Paulistano e colaborou para jornais de Piracicaba e Campinas. Na capital, além do Correio, escrevia também para o Comércio de São Paulo, e para várias revistas culturais existentes na época. Seus versos foram parar em Portugal, sendo ainda traduzidos para o sueco, e publicados em jornais de Estocolmo. Fizera amizades com poetas como Martins Fontes e Amadeu Amaral, além do futuro político brasileiro Júlio Prestes.
De personalidade retraída e tímida, não se adaptou a realidade da capital paulista retornando a São Pedro em 1905, ocupando o cargo de Secretário da Câmara Municipal e da Prefeitura de São Pedro, função modesta que cumpriu até o fim da vida.

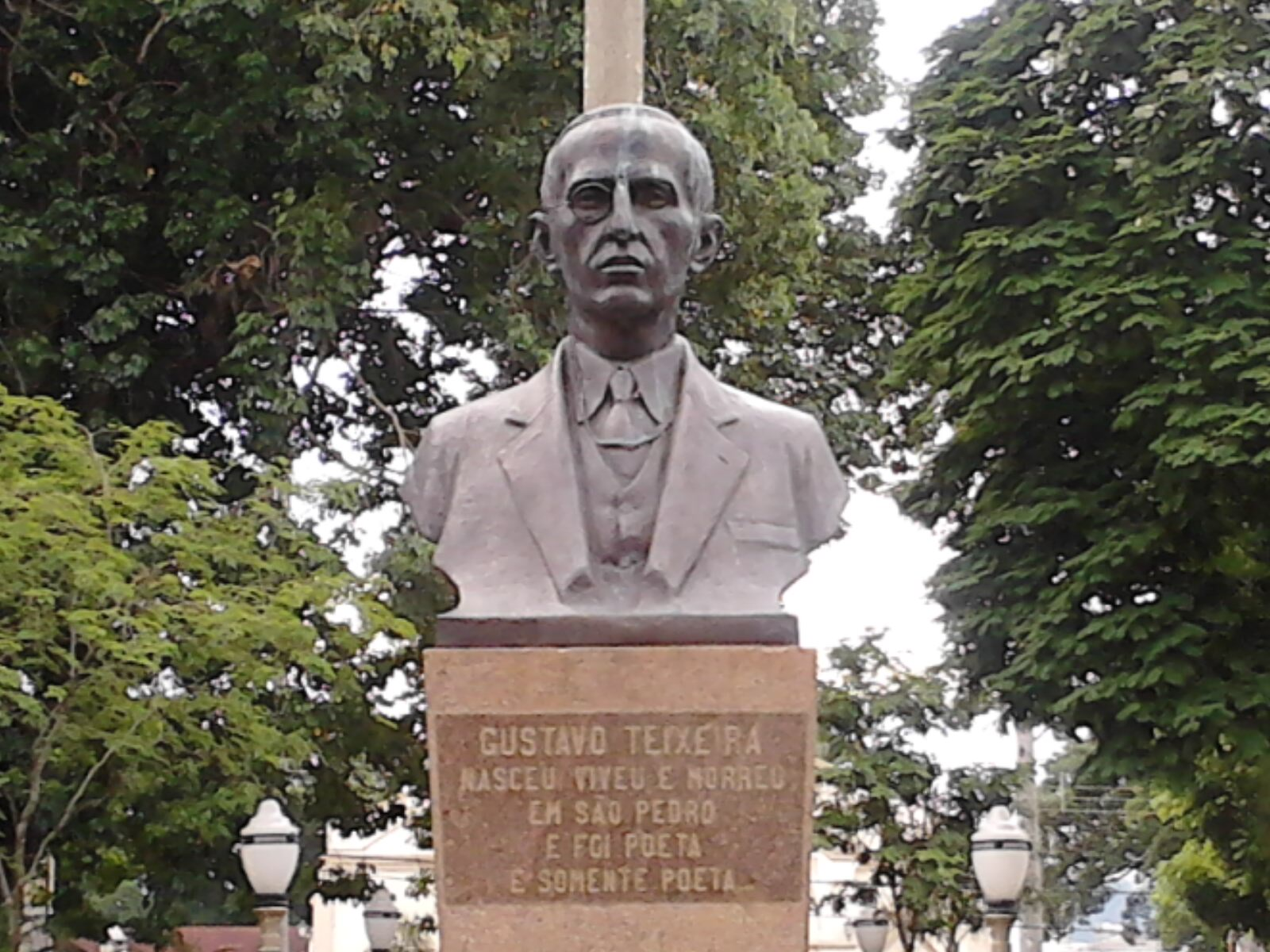
Busto de Gustavo Teixeira, na praça que leva seu nome, em São Pedro-SP

Gustavo Teixeira publicou dois livros apenas em vida. Ementário, publicado em 1908, trazia um prefácio de Vicente de Carvalho e poemas nos estilos romântico e parnasiano, notadamente utilizando versos alexandrinos, comuns à sua época. Em Poemas Líricos, de 1925, suas composições passaram a predominar em estilo através da estética simbolista. Um vultoso material literário ficou inédito, pois não haviam sido publicados quando ele morreu.
Em julho de 1937 foi eleito à revelia para a Academia Paulista de Letras, como sucessor de Paulo Setúbal, passando a ocupar a cadeira de número 10, cujo patrono é Cesário Mota Jr., e o fundador, o Dr. Eduardo Guimarães.
Gustavo Teixeira morreu em São Pedro, vítima de pneumonia, em 22 de setembro de 1937, antes de tomar posse na cadeira da Academia. Curiosamente, faleceu tendo à sua cabeceira, por desígnio do destino a figura do poeta e escritor Oswald de Andrade. Na altura de seu falecimento, Gustavo Teixeira dedicava-se a escrever o livro Último Evangelho (1934-1937), uma coleção de mais de duzentos sonetos inspirados a passagens de fíguras bíblicas, descritas nos evangelhos do Novo Testamento.
Postumamente, em 1959 a Editora Anhambi publicou a edição das Poesias Completas de Gustavo Teixeira, prefaciadas por Cassiano Ricardo, reunindo toda a obra poética do autor, sendo reeditadas em 1981 (ano do centenário do poeta, com prefácio de Maria de Lourdes Teixeira) e 1998.

## Homenagens
O poeta são-pedrense foi agraciado em 1999 com o título post mortem por seus méritos humanos e poéticos, e, de acordo com os estatutos da Academia Internacional de Ciências, Letras, Artes e Filosofia do Rio de Janeiro, com o título do Colar da Ordem Poeta da Humanidade. 
A prefeitura de São Pedro organiza anualmente a Semana Cultural Gustavo Teixeira.  O poeta dá nome à biblioteca pública, ao museu, a uma praça, uma ETEC e uma escola municipal na cidade.
Ele também é o patrono da cadeira 1, da ALGRASP (Academia de Letras da Grande São Paulo), que foi primeiramente ocupada por seu fundador Rinaldo Gissoni e atualmente é ocupada por Sebastião Geraldo Ferreira Gomes.

## Obras
- Ementário (1908) – Tipografia Maré, São Paulo
- Poemas Líricos (1925)
- Poesias Completas (1959) - Editora Anhambi - São Paulo.

Este soneto, em domínio público, é o mais conhecido do autor:
"Cleópatra"
Sob o pálio de um céu broslado de cambiantes,
a galera real, de tírias velas têsas,
avança rio a dentro, arfando de riquezas,
cheia de um resplendor de pedras coruscantes.
Sob um dossel de bisso, entre espirais ebriantes
de incenso, a escultural princesa das princesas
cisma... Remos de prata, à flor das correntezas,
deixam móbeis jardins de bolhas trepidantes...
Soluçam harpas d'oiro às mãos de ancilas belas;
Branda aragem enfuna a púrpura das velas
e à tona da água alveja um espumoso friso.
E a Náiade do Egito, ao ver a frota ingente
de Marco Antônio, ri, levando unicamente
contra as lanças de Roma a graça de um sorriso.